# 마쿠신산

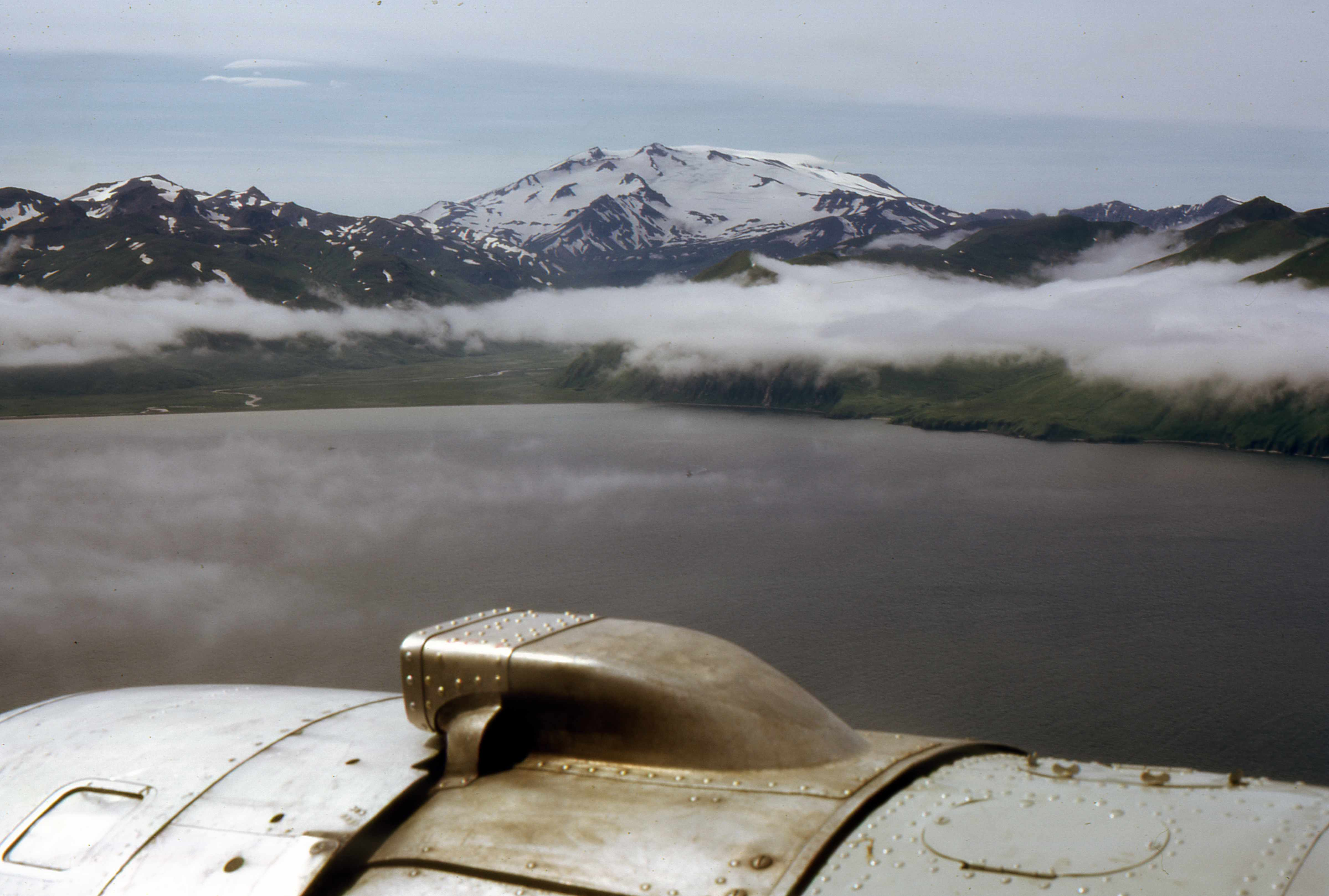

마쿠신산(Makushin volcano)은 미국 알래스카주의 알류샨 열도에 있는 눈덮힌 성층 화산으로, 매우 활동적이다.
이 산은 최종 분화가 1995년에 있었고, 그 당시에는 화산재를 분출했다.